# Fat Segal
Segal (também conhecido como Fat Segal) é um músico britânico, mais conhecido por seu trabalho na série britânica Skins.
Além de compôr diversos temas para a série Skins, Segal foi também o responsável para outros segmentos de músicas para a a série, incluindo "Clutch Edit" e "Tenthousand Needles".
Segal é um compositor nato de música eletrônica, e muito de seu trabalho pode ser visto em seu perfil do MySpace.
Em 25 de março de 2009, foi anunciado que Segal lançaria o seu primeiro EP, intitulado de "Clutch EP". O EP, no entanto, foi lançado em 25 de abril de 2009, e primeiramente foi disponível apenas no iTunes.
No dia 28 de dezembro de 2009, foi anunciado também que Fat Segal lançaria o seu próximo EP, intitulado de "Tenthousand Needles", em que "I Am The Cobra" era o Lado-B na gravação. A faixa "Tenthousand Needles" aparece no primeiro episódio (da quarta série) de Skins.